# Ministerio de Marina (Argentina)
El Ministerio de Marina fue una cartera de la Administración Pública Nacional que existió entre 1898 y 1958, teniendo a su cargo lo relativo a la marina de guerra (Armada Argentina), marina mercante, navegación e industria naval.
Fue creado el 12 de octubre de 1898, tras la ampliación del número de ministerios establecida por la reforma de la Constitución de la Nación Argentina del 15 de marzo de 1898.
Con su disolución el 13 de junio de 1958, fue integrado en el Ministerio de Defensa Nacional, junto con las Secretarías de Guerra y de Aeronáutica.

## Historia
El Ministerio de Guerra y Marina fue establecido en el artículo 84 de la Constitución de la Nación Argentina sancionada en 1853, junto con las carteras del Interior, de Relaciones Exteriores, de Hacienda, y de Justicia, Culto e Instrucción Pública.
La reforma de la Constitución de la Nación Argentina del 15 de marzo de 1898, realizada durante la presidencia de José Evaristo Uriburu, aumentó la cantidad de ministerios de cinco a ocho (en su artículo 87), dejando la designación expresa de las carteras ministeriales a una ley especial. La posterior Ley N.º 3 727 del 10 de octubre de 1898 estableció la creación de un «Ministerio de Marina» en su artículo 1, separada de la cartera de Guerra, detallando sus atribuciones en el artículo 13. También se incorporaron los ministerios de Agricultura y de Obras Públicas. El primer titular del Ministerio de Marina fue el comodoro Martín Rivadavia, designado por Julio Argentino Roca a comienzos de su segunda presidencia.
La reforma constitucional del 4 de marzo de 1949, durante el gobierno de Juan Domingo Perón, constituyó el «Ministerio Secretaría de Estado en el Departamento de Marina» en su primera disposición transitoria, pasando a integrar el gabinete nacional. El 7 de julio de 1949 el Congreso de la Nación sancionó la Ley N.º 13 529 que fijó las competencias de todos los ministerios, incluyendo el de Marina.
Durante la presidencia de Arturo Frondizi, el Ministerio de la Secretaría de Estado en el Departamento de Marina fue reemplazado por la «Secretaría de Estado de Marina», según los artículos 1 y 13 de la Ley Orgánica de los Ministerios N.º 14 439 del 13 de junio de 1958. Finalmente el 23 de septiembre de 1966, la Secretaría de Estado de Marina fue disuelta por la Ley N.º 16 956 de Ministerios sancionada por el gobierno de facto de la autoproclamada «Revolución Argentina», siendo reemplazada por el Comando de Operaciones Navales.

## Organización

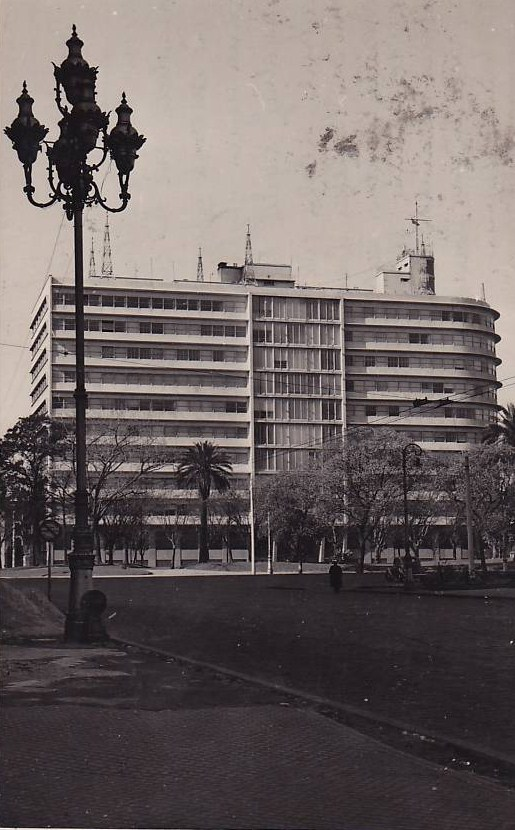
Av. Eduardo Madero 235 (ca. 1957), sede del Ministerio de Marina desde 1949.

El ministerio se organiza a fines de octubre de 1898, reorganizándose en abril de 1913 y en febrero de 1922. En su segunda organización, se fija una Secretaría General del Ministerio, de la cual dependía una División Técnica Naval y una División Hidrografía, Faros y Balizas; además de las direcciones generales de Material (con sus divisiones Armamento, Ingeniería Naval, Electricidad, Telegrafía y Radiotelegrafía, Máquinas y Calderas e Ingeniería Civil), de Personal (con sus divisiones Personal, Escuelas, Justicia y Sanidad), Administrativa, y de Prefectura de Puertos (con funciones de policía marítima y fluvial).
En la reorganización de 1922, se establecieron cinco direcciones generales: Personal, Material, Administrativa, Navegación y Comunicaciones y Prefectura General Marítima, un Estado Mayor General Naval (que había sido suprimido en 1913) y la Secretaría del Ministro (que en 1925 pasa a denominarse Secretaría General del Ministerio de Marina).
En 1943 se establece la Secretaría del Ministerio de Marina, que en 1947 adoptó la denominación Secretaría del Ministro, y en 1949, subsecretaría de Marina. Años más tarde sería la Secretaría General de la Armada. En 1938 se incorporó en su estructura la Dirección General de la Marina Mercante, que pasa a ser Dirección Nacional en 1949.

### Organismos dependientes
Al momento de su creación, el Ministerio de Marina incorporó la Oficina de Hidrografía, Faros y Balizas y la jurisdicción de los diques de Dársena Norte en el Puerto de Buenos Aires.
En 1904 incorporó la Prefectura General de Puertos y en 1914, las instalaciones de la Isla Martín García que pertenecían al Ministerio del Interior de la Nación. En 1919 se creó la división de Aviación Naval. En 1923, a través del Observatorio Naval, el Ministerio de Marina quedó a cargo de la hora oficial argentina.
El 18 de agosto de 1943 el presidente de facto, general Pedro Pablo Ramírez, firmó el Decreto-Ley N.º 5626 que estableció la Gobernación Marítima de Tierra del Fuego, a cargo de un oficial de la Armada designado a propuesta del Ministerio de Marina.
En 1952 se le transfirió el Observatorio Orcadas en la Antártida Argentina, originalmente perteneciente al Ministerio de Agricultura.
En 1941 se creó en la órbita del ministerio la Flota Mercante del Estado, a la que en 1949 se incorporó la Flota Argentina de Navegación de Ultramar. En 1953 se creó Astilleros y Fábricas Navales del Estado (AFNE), empresa integrada por el Astillero Río Santiago y por la Fábrica Naval de Explosivos Azul (FANAZUL).
En 1956 se le transfirió el Instituto Antártico Argentino, desde el Ministerio de Asuntos Técnicos de la Nación. En 1958 se creó la Policía de Establecimientos Navales.

## Sede
Su sede desde 1949 se ubicó en el cruce de la Avenida Eduardo Madero y la calle Cangallo (hoy Tte. Gral. Perón). Originalmente en 1938, los arquitectos Enrique Lopardo, Néstor Pastrana, y Héctor Campini estudiaron construir en las proximidades un edificio simétrico al del Ministerio de Guerra (Edificio Libertador), destinado al Ministerio de Marina.
El decreto 9060 del 27 de abril de 1945 adjudicó las obras de construcción en el mencionado emplazamiento; las cuales comenzaron en ese mismo junio, cuando era presidente de facto el general Edelmiro Julián Farrell, y finalizaron en 1949. En 1968 sería asignada al Ministerio de Cultura y Educación de la Nación, y en 1978 fue transferido a la Prefectura Naval Argentina, tomando el nombre Edificio Guardacostas.

## Competencias
La Ley N.º 3 727 del 10 de octubre de 1898 establecieron por primera vez las competencias del Ministerio de Marina.
Antes de la disolución del ministerio en 1958, las atribuciones fueron modificadas por última vez por la Ley Orgánica de los Ministerios del Poder Ejecutivo N.º 14 303, promulgada el 28 de julio de 1954. De acuerdo a dicha ley, las competencias de la cartera eran «asistir al presidente de la Nación en el ejercicio de sus atribuciones constitucionales que se relacionen con la marina…».